# Unterseeboot 1225
L'Unterseeboot 1225 (ou U-1225) était un sous-marin allemand utilisé par la Kriegsmarine pendant la Seconde Guerre mondiale.

## Historique
Après sa formation à Hambourg en Allemagne au sein de la 31. Unterseebootsflottille jusqu'au 31 mai 1944, l'U-1225 est affecté dans une formation de combat à la base sous-marine de Lorient en France dans la 2. Unterseebootsflottille.
L'U-1225  est coulé le 24 juin 1944 au Nord-Ouest du Bergen, à la position géographique 63° 00′ N, 0° 50′ O par des charges de profondeurs lancées d'un hydravion canadien Consolidated PBY Catalina  de la RCAF du Squadron Sqdn 162/P. Avant de sombrer, l'U-1225 détruit son attaquant dont seulement cinq des huit aviateurs sont secourus.

## Affectations successives
- 31. Unterseebootsflottille du 10 novembre 1943 au 31 mai 1944
- 2. Unterseebootsflottille du 1er juin 1944 au 24 juin 1944

## Commandement
- Oberleutnant zur See Ernst Sauerberg du 10 novembre 1943 au 24 juin 1944
- Oberleutnant zur See Ekkehard Scherraus du 15 mai 1944 au 12 juin 1944

## Navires coulés
L'U-1225 n'a ni coulé, ni endommagé de navire ennemi pendant l'unique patrouille qu'il effectua

### Sources
- U-1225 sur Uboat.net